# Exercishuset, Stockholm
Exercishuset är en byggnad på Skeppsholmen i centrala Stockholm, som sedan 1998 fungerar som utställningslokal för Statens centrum för arkitektur och design.

## Historik

### Flottans tid 1853–1953

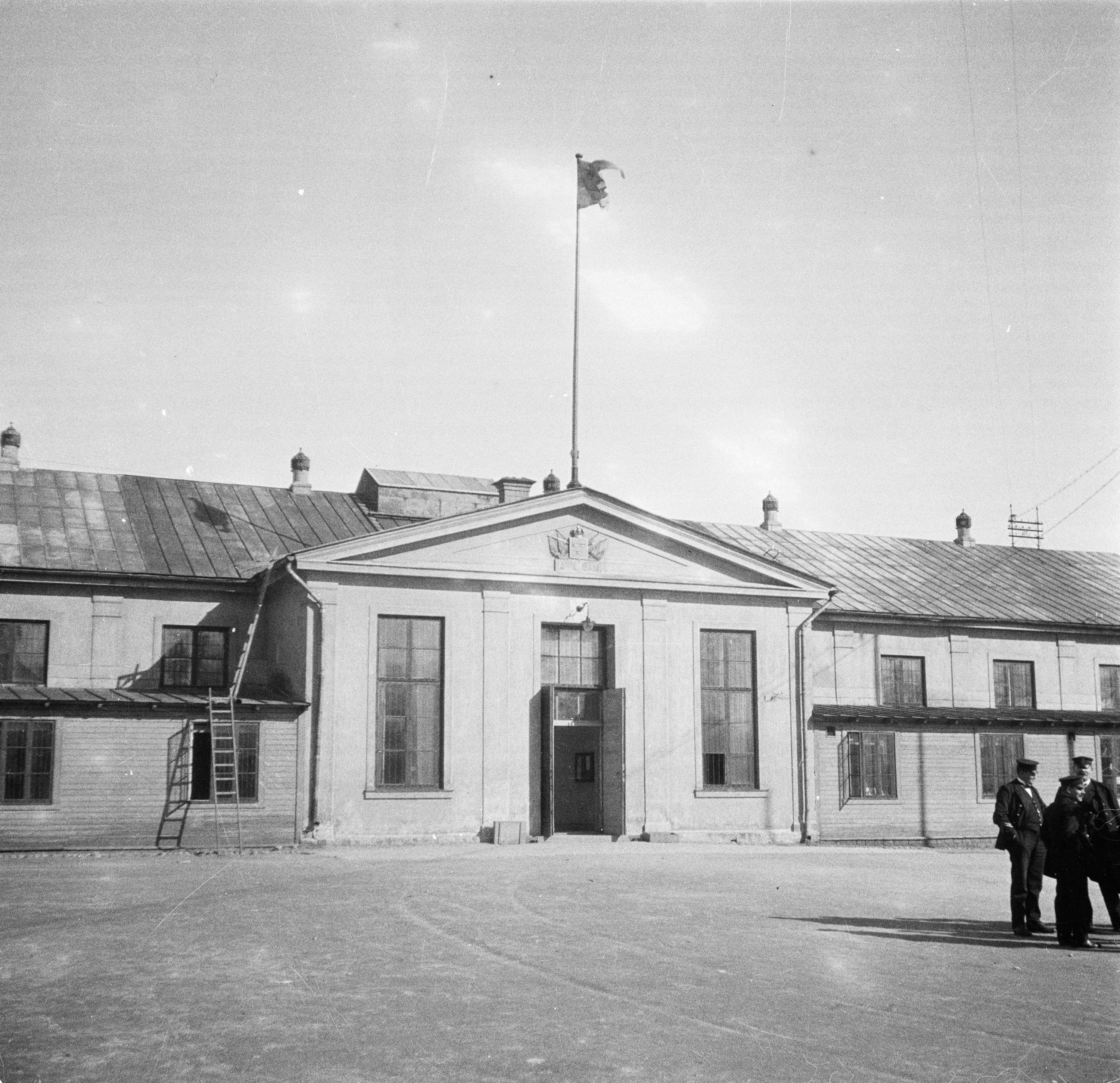
Exercishuset fotograferat från Exercisplan. Ur samlingen ”Svensk arkitektur: kyrkor, herrgårdar med mera fotograferade av Arkitekturminnesföreningen 1908–23”.

Byggnaden var ursprungligen exercishus åt flottan där sjömän hade vapenövningar som att hugga med sabel, fäktas med bajonett och skjuta med kanon. 
Den 9 mars 1850 skrev chefen för flottans station i Stockholm, Carl Fredrik Coyet, i en framställan till chefen för sjöförsvarsdepartementet:
"Wapenöfningar med det vid flottan i Stockholm tillhörande manskap af Kanonierer, artilleri och rotebåtsmän, jämte öfver och underbefäls bildande till instruktörer, har länge saknat en högst nödig byggnad för att under vintermånaderna kunna behörigen utföras, innan seglationstidens inträdande påkallar personalens användande till utrustningsarbeten och inträffande sjö expeditioner. Med dessa öfningar följer äfven behofvet av gymnastik för Skeppsgossarne hvilken, redan i flera år blifvit verkställd uti ett gammalt skjul invid stranden ... men hvars bofälliga skick inom kort tid gör detsamma för ändamålet obrukbart."

Hösten 1853 stod exercishuset fullt färdigt. Byggnaden är ritad av Fredrik Blom och uppfördes strax sydost om Skeppsholmkyrkan under åren 1851–1853. Det byggdes ut i omgångar. En kvadratisk flygel (1877) och en ny entré med fronton (1881) ritades av Victor Ringheim. Flygeln förlängdes till sin nuvarande längd på 1910-talet. I exercishusets norra del fanns utrymme för gymnastikmateriel och i dess södra fanns ett exercisbatteri, där manskapet kunde öva att släpa kanonerna, rikta och ladda.

### Utställningslokal 1955–

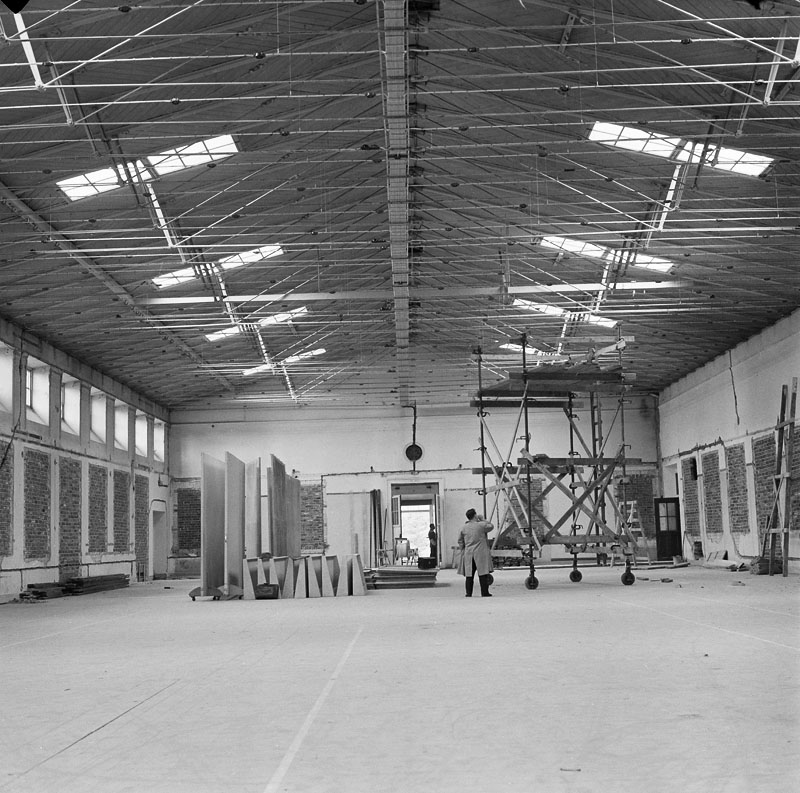
Interiörbild från den förlängda flygeln i september 1956. Förberedelser inför den första utställningen, Pablo Picassos Guernica, som visades 19 oktober–12 december 1956.

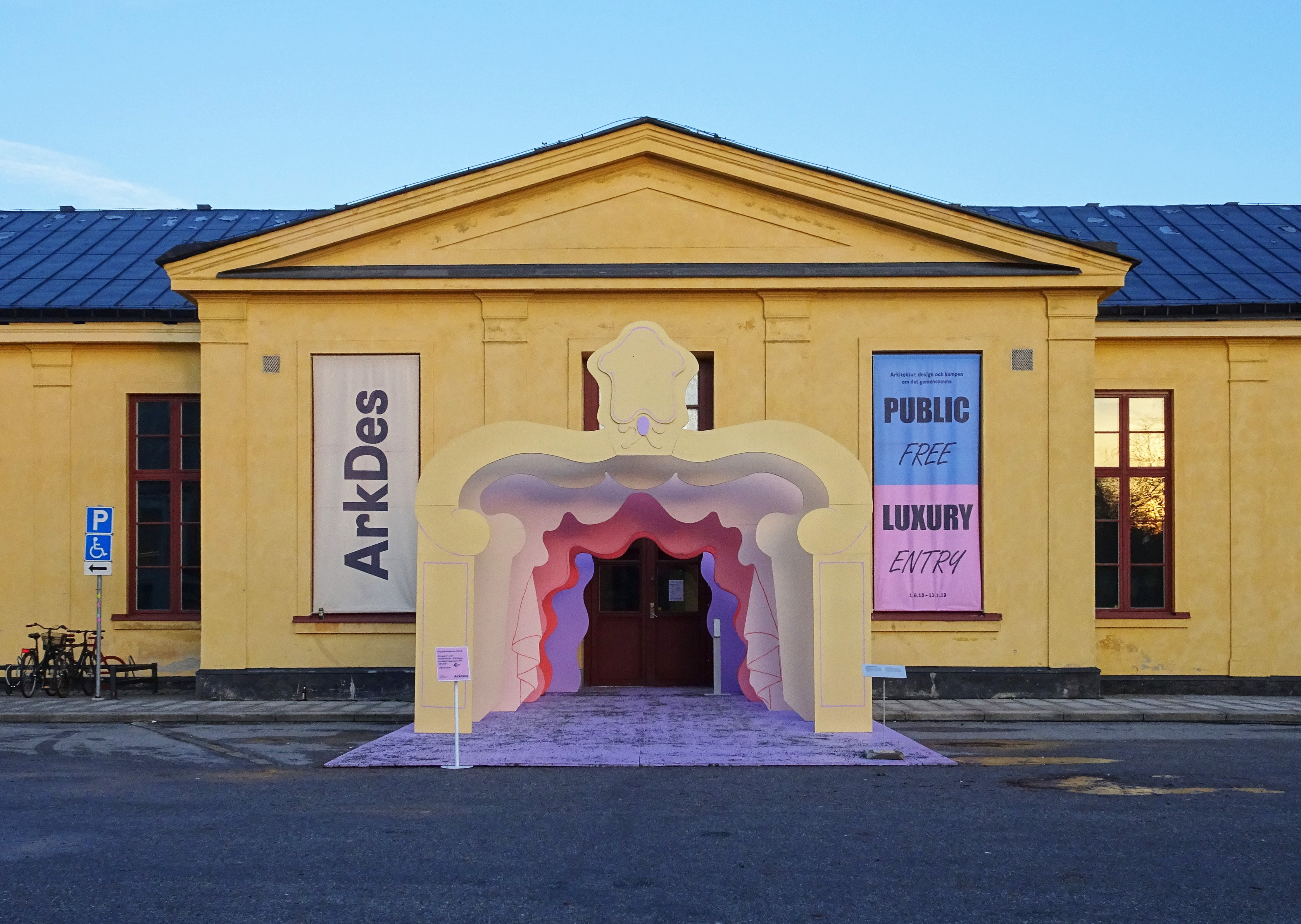
Exercishusets entré under utställningen Public Luxury 2018.

När militären flyttade ut anpassades lokalerna för utställningsverksamhet av Per-Olof Olsson. År 1956 började Nationalmuseum visa modern konst i byggnaden, till att börja med Pablo Picassos Guernica som var på europeisk turné. Den 9 maj 1958 invigdes det nybildade Moderna museet (då en underavdelning till Nationalmuseum). När Moderna museets nya utställningslokaler stod på plats 1998 flyttade Arkitekturmuseet, numera Statens centrum för arkitektur och design (Arkdes) in i Exercishuset.